# Amparo Baró
Amparo Baró (ur. 21 września 1937 w Barcelonie, zm. 29 stycznia 2015 w Madrycie) – hiszpańska aktorka filmowa i telewizyjna.

## Filmografia

### Seriale
- 1965: Estudio 1 jako Filomena / Fermina
- 1998: Tio Willy
- 2007: Internat jako Jacinta Garcia

### Film
- 1957: Rapsodia de sangre
- 1981: 127 millones libres de impuestos jako Pity
- 1992: Po drugiej stronie tunelu
- 1995: Kulawy gołąb jako Reglita
- 2007: Siedem stołów bilardowych jako Emilia

## Nagrody
Za rolę Emilii w filmie Siedem stołów bilardowych została uhonorowana nagrodą Goya.